# Kolibrzyki
Kolibrzyki (Polytminae) – podrodzina ptaków z rodziny kolibrowatych (Trochilidae). 

## Występowanie
Podrodzina ta obejmuje gatunki występujące w Ameryce.

## Systematyka
Do podrodziny należą następujące rodzaje:
- Doryfera Gould, 1847
- Schistes Gould, 1852
- Augastes Gould, 1849
- Colibri von Spix, 1824
- Heliactin Boie, 1831 – jedynym przedstawicielem jest Heliactin bilophus – rogatek
- Androdon Gould, 1863 – jedynym przedstawicielem jest Androdon aequatorialis – zębodziobek
- Heliothryx Boie, 1831
- Polytmus Brisson, 1760
- Avocettula Reichenbach, 1849 – jedynym przedstawicielem jest Avocettula recurvirostris – krzywodziobek
- Chrysolampis Boie, 1831 – jedynym przedstawicielem jest Chrysolampis mosquitus – moskitnik
- Anthracothorax Boie, 1831